# Basconcillos del Tozo
Basconcillos del Tozo és un municipi de la província de Burgos a la comunitat autònoma de Castella i Lleó. Forma part de la comarca de Páramos. Inclou les pedanies de:
- Arcellares
- Barrio Panizares
- Fuente Úrbel
- Hoyos del Tozo
- La Piedra
- Prádanos del Tozo
- La Rad
- San Mamés de Abar.
- Santa Cruz del Tozo.
- Talamillo del Tozo
- Trasahedo

## Demografia
| 1842 |  | 1857 |  | 1860 |  | 1877 |  | 1887 |  | 1897 |  | 1900 |  | 1910 |  | 1920 |  | 1930 |  | 1940 |  | 1950 |  | 1960 |  | 1970 |  | 1981 |  | 1991 |  | 2001 |
| ---- |  | ---- |  | ---- |  | ---- |  | ---- |  | ---- |  | ---- |  | ---- |  | ---- |  | ---- |  | ---- |  | ---- |  | ---- |  | ---- |  | ---- |  | ---- |  | ---- |
| 28   |  | 910  |  | 956  |  | 1092 |  | 1157 |  | 1135 |  | 1147 |  | 1260 |  | 1228 |  | 1300 |  | 1349 |  | 1344 |  | 1258 |  | 791  |  | 595  |  | 400  |  | 374  |